# NGC 878
في الفهرس العام الجديد، NGC 878 هي مجرة حلزونية بعيدة تقع في كوكبة قيطس حوالي 506 مليون سنة ضوئية من درب التبانة . اكتشفها عالم فلكي الأمريكي فرانسيس ليفنوورث في عام 1886 .